# Nassauische Verfassung von 1814

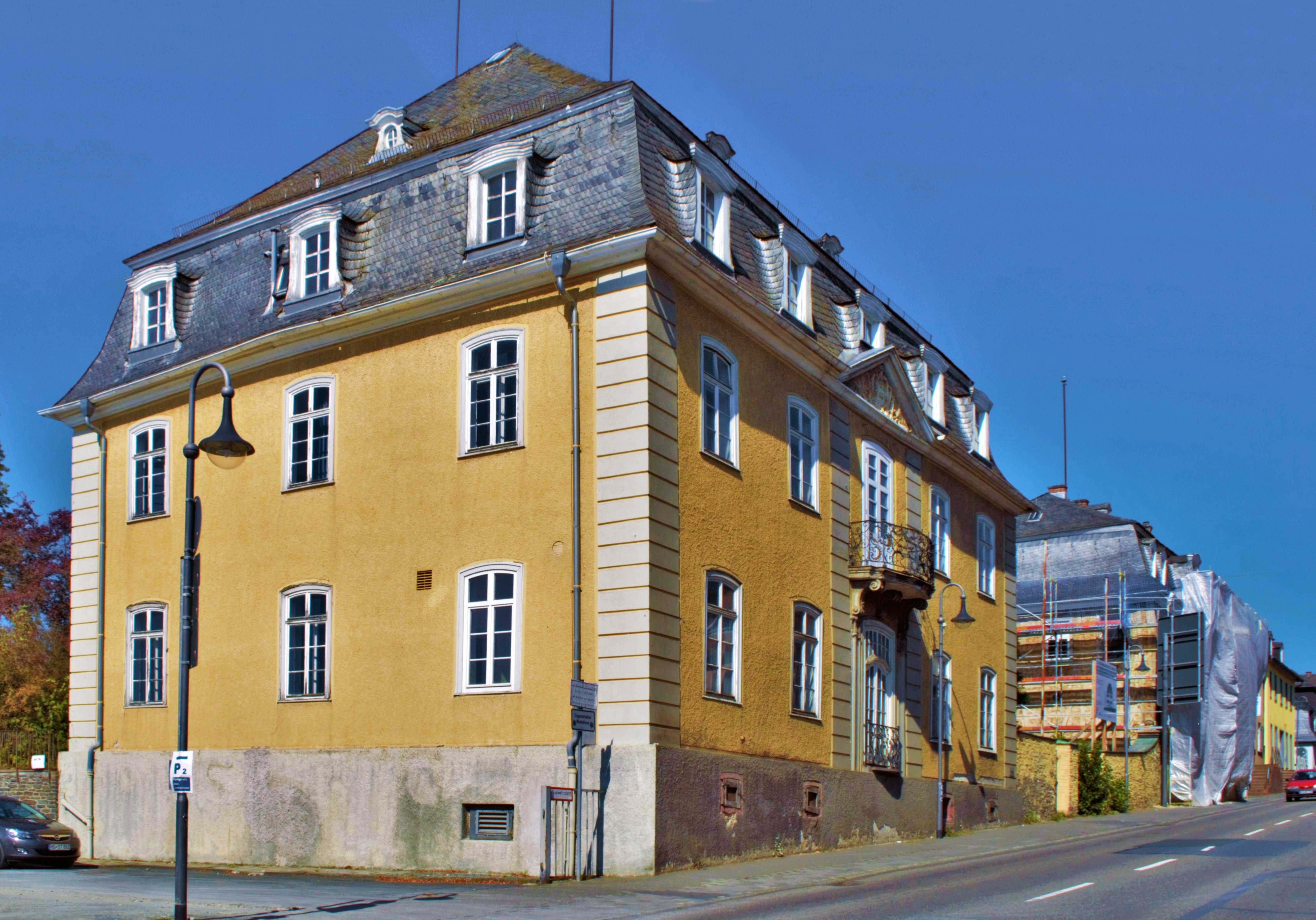
Palais des Herzogs im Jahre 1814

Die Nassauische Verfassung von 1814 gilt als die erste moderne Verfassung in den Territorien des ehemaligen Heiligen Römischen Reiches. Sie war von einem liberalen Geist geprägt; so ermöglichte sie Bürgern Teilhabe am politischen System im Herzogtum Nassau, auch wenn der Herrscher weiterhin der Souverän in Nassau war. Darüber hinaus sicherte sie den Bürgern auch Bürgerrechte zu. Der Herzog war nun nicht mehr frei in seinem Handeln, sondern war an den rechtlichen Rahmen der Verfassung gebunden.

## Vorgeschichte

### Beginn der Debatte
Im Herzogtum Nassau begann eine Debatte um eine Verfassung nach der Mediatisierung der geistlichen Gebiete in Deutschland. Hierbei gab es eine Tradition einer ständischen Vertretung im Gebiet des Kurfürstentums Trier, die die ehemaligen Teilstände des Stiftes Trier auch in der neuen Herrschaft erhalten wollten. Die Teilstände waren Teil der ständischen Vertretung im Kurfürstentum Trier gewesen und versuchten ihre Recht auf Mitbestimmung der Politik im Kurfürstentum auch im erweiterten Nassau durchzusetzen. Auch gab es bei den Mediatisierten kleineren Adeligen, deren Gebiete an das Herzogtum gefallen sind, ein Interesse einer ständischen Vertretung. Für die Einführung einer ständischen Mitbestimmung an der Politik des Herzogtums und einer Verfassung trat zum Beispiel der leitende Minister, Hans Christoph Ernst von Gagern, ein. Neuartig war der Gedanke an eine Verfassung in Nassau, da Nassau selber keine Tradition der Mitbestimmung der Stände besaß – nur durch die territorialen Veränderungen durch den Reichsdeputationshauptschluss gab es Gebiete in Nassau mit einer solchen Tradition. Darüber hinaus hatte sich auch der Geheime Rat Peter Kalt massiv gegen die Verfassung ausgesprochen. Am Ende setzten sich die Gegner einer Einführung einer Verfassung im Jahr 1803 durch. Begründet wurde dies auch mit der fehlenden politischen Bildung der Bevölkerung in Nassau. Ein weiterer Punkt waren die dadurch aufkommenden Probleme für den Staatshaushalt, da die Einrichtung von Ständen eine finanzielle Belastung für das Herzogtum bedeutet hätte. Infolgedessen wurden 1804 die kurtrierischen Reststände aufgehoben. Die Initiative zur Einführung einer Verfassung konnte sich nicht durchsetzen und der Landesfürst wünschte keine Beschränkung seiner herrschaftlichen Rechte. Diese Debatte wiederum wurde nur in Nassau-Weilburg geführt, da bis 1806 Nassau-Usingen und Nassau-Weilburg zwei getrennte Herrschaften waren, die danach unter gemeinsame Herrschaft der beiden Fürsten der beiden Territorien einen Staat bildeten.

### Französische Hegemonie
Die erste Debatte in Nassau-Weilburg führte zum Scheitern des ersten konkreten Verfassungsprojekts, dadurch wurde aber im Herzogtum die Diskussion über eine Einführung einer Verfassung überhaupt erst voran getrieben. So wurde von Gagern und Marschall, den beiden maßgeblichen Ministern in Nassau, im Jahr 1808 ein Bericht über ihre bisherigen Leistungen vorgelegt, der auch auf zukünftige Tätigkeiten einging. Bei diesem Bericht wurde die Frage einer Verfassung gegenüber dem Regenten wieder auf das Tableau gebracht. Hierbei traten immer mehr liberale Positionen in den Vordergrund und verdrängten die ständischen Ideen. Dabei spielte es eine Rolle, das Frankreich als außenpolitisches Ziel die Einführung des "Code Napoléon" in den Rheinbundstaaten hatte. Dadurch kamen auch das Herzogtum Nassau mit egalitären und bürgerlichen Ideen in Berührung. Dieser außenpolitische Druck Frankreichs wiederum führte in der Regierung von Nassau dazu, dass über die Einführung des Gesetzesbuches diskutiert wurde. dabei setzte sich von Gagern dafür ein, dass nur bestimmte, für Nassau passende Regeln, unter dem Namen eingeführt werden, da damit Napoleon zur Genüge getan wäre und eine breite Einführung von bürgerlichem Recht verhindert worden wäre, welches ganz im Interesse des konservativ eingestellten und auf Fürstenprivilegien achtenden von Gagern lag. Nun wurde Ludwig Harscher von Almendingen mit der Ausarbeitung eines Gesetzestextes im Sinne des Code Napoléon beauftragt. Dieser wiederum lehnte dies ab, auch eine Übernahme des Gesetzesbuches wurde von diesem verworfen. Er machte sich im Gegenzug dafür stark, dass entweder alle Rheinbundstaaten gemeinsam den Code Napoléon übernahmen oder Nassau ein ähnlich geartetes Gesetzbuch einführt, das aber nur das Personen- und Sachrecht abdecken würde und nicht beispielsweise die Gerichts- oder Kirchenverfassung. Nach 1811 änderte sich die innenpolitische Lage in Nassau durch die Abwertung von von Gagern. Almendingen wurde nun beauftragt, ein Gutachten vorzulegen, inwiefern der Gesetzestext eingeführt werden könne. Hierbei wurde auch die Frage nach der Verfassung wieder zentral, da solch eine Verfassung die Grundlage des Gesetzesbuches war, wobei Almendingen die Einführung einer Verfassung als Protektorat schwierig empfand und auch die Volksbildung in Nassau für zu gering hielt, als das sich die Bevölkerung an einer Vertretung im großen Stil hätten beteiligen können. Dass dieses Projekt nicht weiter verfolgt wurde, lag primär an der geänderten politischen Lage durch die Niederlage Napoleons in Russland. Dadurch gab es keinen derartigen außenpolitischen Druck zur Übernahme des Gesetzestextes und damit zur Einführung einer Verfassung.

### Sicherung des Territoriums

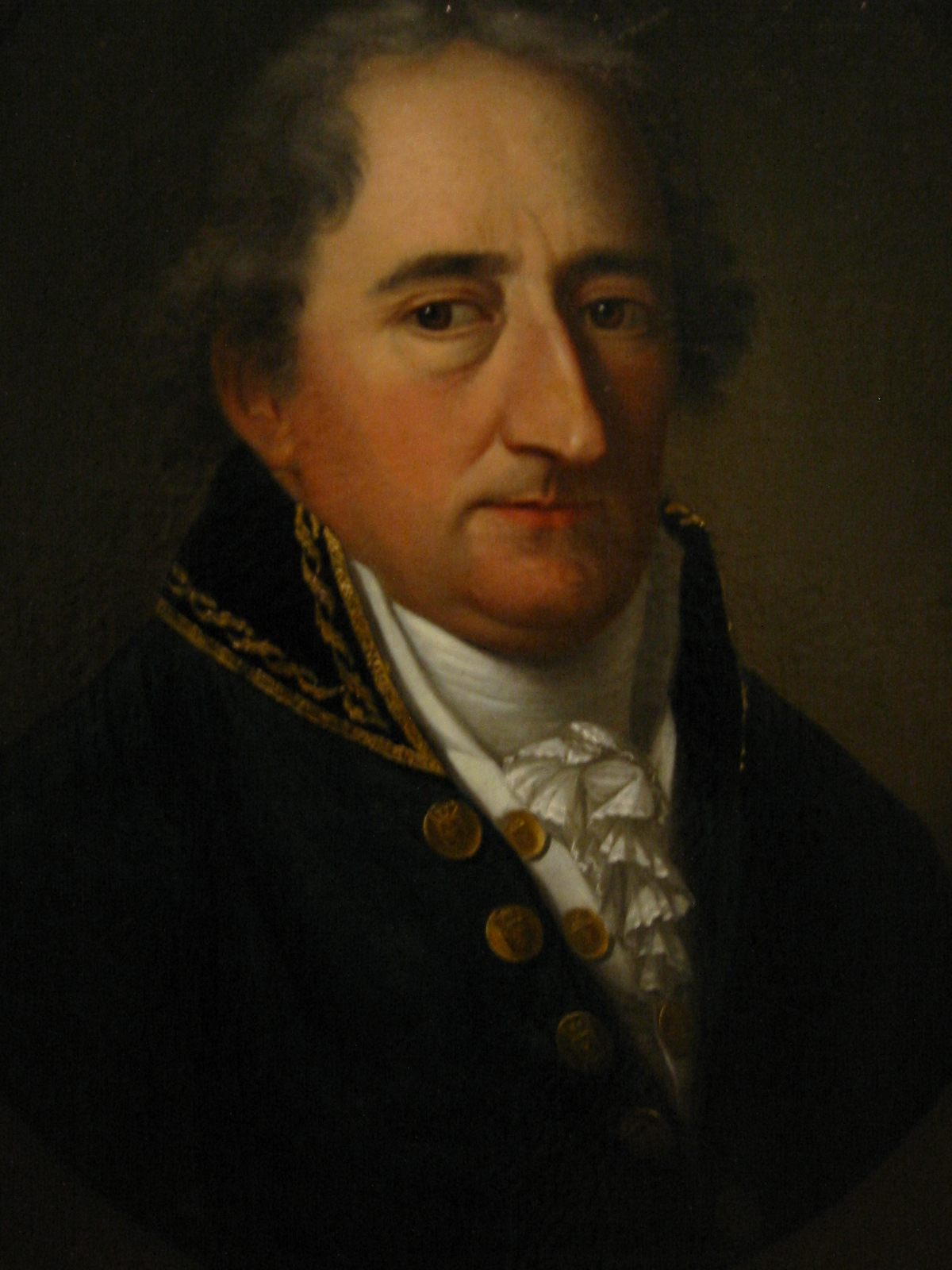
Freiherr von Stein

Die dritte Welle der Debatte entstand dann wiederum unter dem Eindruck der Niederlage der französischen Truppen gegen die alliierten Streitkräfte. Kurz vor der Niederlage Frankreichs wechselte Nassau auf die Seite der Alliierten und konnte damit die eigene staatliche Souveränität erhalten. Dies war für die weitere Debatte um die Verfassung in Nassau von entscheidender Rolle. Es gab verschiedene Gründe, die 1814 für die Einführung einer Verfassung sprachen. Zentraler Grund war die Sicherung der territorialen Integrität des Herzogtums. Dies war notwendig, da die Mediatisierten ihre ehemaligen Herrschaftsrechte wieder einrichten wollten. Hierbei erhielten diese die Unterstützung von Preußen. Der prominenteste Mediatisierte war der Freiherr von Stein, der auch Leiter des Zentralverwaltungsdepartement in Frankfurt am Main war. Dieser setzte sich in dieser Position auch für die mediatisierten Standesherren ein, dadurch aber auch für seine eigenen Interessen, so verlor er seine Güter in Nassau im Jahr 1809. Um dem Freiherr entgegenzukommen, wurden diesem erst einmal seine Güter zurückgegeben und eine Entschädigungszahlung an diesen gegeben. Darüber hinaus wurde auf sein Interesse an einer Einführung einer Verfassung in Nassau eingegangen, so dass verschiedene Entwürfe zwischen dem Freiherrn und der Regierung hin und her gingen. Die Verfassung wurde dann am 3. September und damit noch vor dem Wiener Kongress im Verordnungsblatt des Herzogtum veröffentlicht. Die Verfassung hatte aber, anders als von Stein gewünscht, nicht nur ständische, sondern auch frühkonstitutionelle Bestandteile.
Durch die Einführung einer Verfassung war das Herzogtum insofern vorerst geschützt vor äußeren Mächten und Ansprüchen der Mediatisierten, da es nun einen verbindlichen Rechtskodex für das Herzogtum gab. Dieser schränkte die Handlungsmöglichkeiten des Herzogs ein und die rechtliche Stellung der Mediatisierten wurde aufgewertet. Die einzige Möglichkeit für eine Veränderung des Territoriums des Herzogtums wäre dadurch nur ein Krieg gewesen. Zudem konnte durch die Einführung einer Verfassung ein Ausgleich mit dem Freiherrn von Stein geschaffen werden. Somit erfüllte die Verfassung ihren auch außenpolitischen Zweck und nahm Druck vom noch jungen Staatsgebilde.
Neben diesen Aspekten muss aber hervorgehoben werden, dass Teile der nassauischen Beamtenschaft die Verfassung auch als Selbstzweck ansahen und damit das Herzogtum zukunftsfest machen wollten. Außerdem wurde der Übergang von der ständischen zur bürgerlichen Gesellschaft beschleunigt.

## Der Inhalt der Verfassung

### Der Monarch
Der Monarch erhielt in der Verfassung weiterhin eine herausgehobene Stellung. So war es ihm überlassen, ob er den Landtag einberuft oder nicht, er war dazu nicht verpflichtet. Darüber hinaus war er weiterhin für den Großteil der Politik alleinverantwortlich zuständig und war dem Parlament auch keine Rechenschaft schuldig. So war er allein für das Militär und dessen Gerichtsbarkeit zuständig. Weiter fallen in seinen Zuständigkeitsbereich die Außenpolitik sowie die innere Exekutivgewalt. Der Landtag hatte selber eine beschränkte Zuständigkeit, dort durfte er aber nur tätig werden, wenn die Gesetze eine besonders zentrale Stellung einnehmen. Ansonsten oblagen die Gesetze dem Herzog. Er war auch weiterhin der Souverän des Staates und auch das Bestehen des Staates hing weiterhin von der herrschenden Dynastie ab, da das Herzogtum an den nassauischen Erbvertrag gebunden war. Des Weiteren war die Verfassung eine vom Monarch oktroyierte Verfassung und damit nahm der Monarch auch weiterhin eine zentrale Stellung im politischen Systems des Herzogtums ein. Eingeführt wurde sie sowohl von Friedrich August, Herzog zu Nassau sowie von Friedrich Wilhelm, Fürst zu Nassau.

### Der Landtag

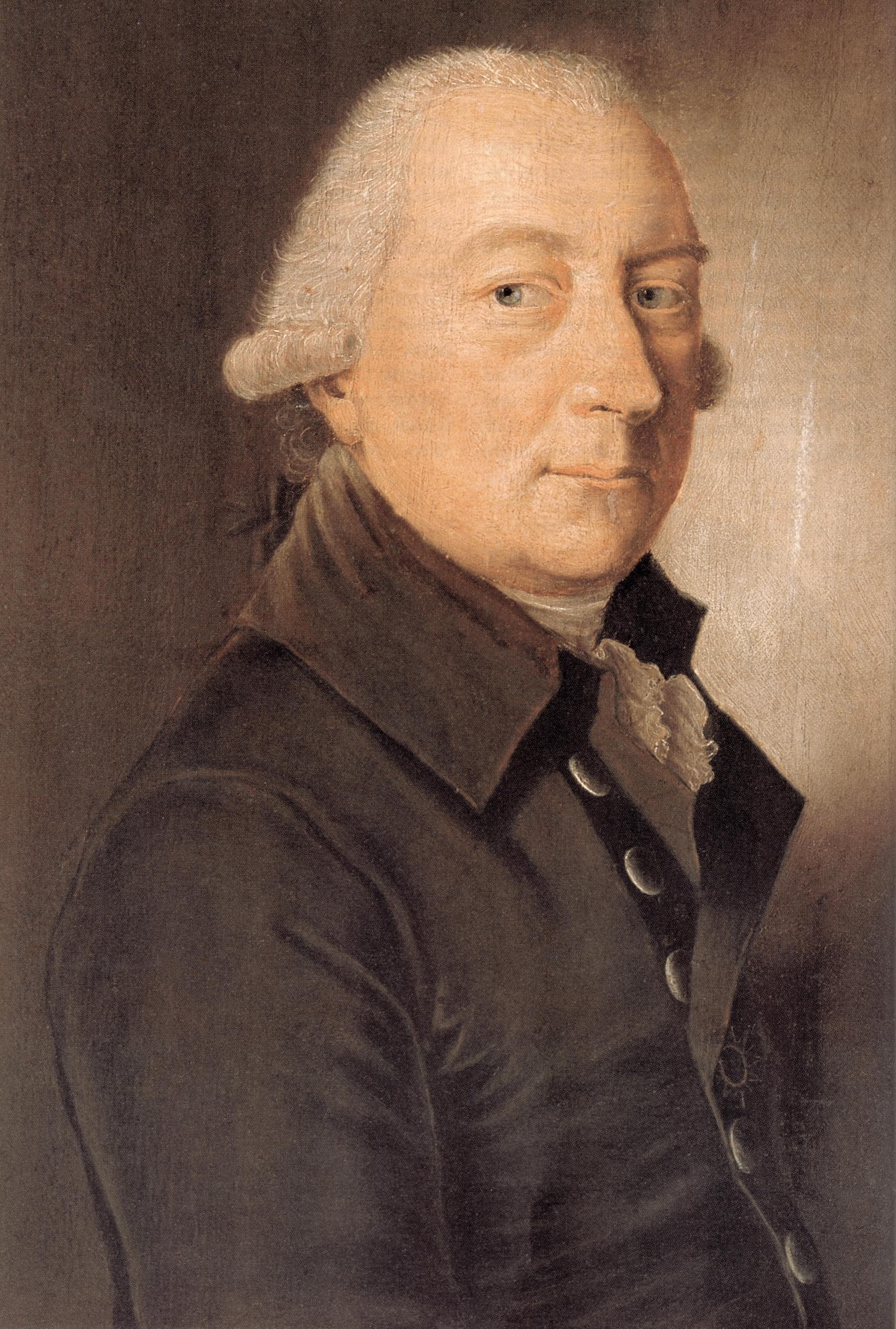
Friedrich August von Nassau, Herzog von Nassau von 1806 bis 1816

Der Landtag bestand aus zwei Kammern, die in der Regel getrennt voneinander tagten. Die erste dieser beiden Kammern war die Herrenbank. In dieser waren zum einen die Prinzen der herzöglichen Familie vertreten, die das 21. Lebensjahr vollendet hatten. Zum anderen waren in der Herrenbank hauptsächlich die lokalen Adeligen vertreten. Diese hatten im Zuge der Mediatisierung ihre Herrschaften verloren, hatten ihre Herrschaften als Eigentum aber wieder zurück erhalten. Daneben hatte der Herzog noch das Recht, weitere Adelige in die Herrenbank auf Lebenszeit zu berufen. Alle Mitglieder mussten dabei mindestens den Rang eines Freiherren, Grafen oder Fürsten innehaben. Eine Übertragung der Stimme war nicht zulässig.
Der Deputiertenausschuss wiederum bestand aus 22 Mitgliedern. Diese wurden jeweils gewählt, wobei es keine allgemeine Wahl gab, sondern die jeweiligen Berufsgruppen wählten aus ihrer Mitte ein oder mehrere Mitglieder in den Landtag. So wählten die Inspektoren der evangelisch-lutherischen und der reformierten Geistlichkeit einen Vertreter, genauso wie die Landdechanten der katholischen Kirche. Die Mitglieder einer Lehranstalt wählten einen Vertreter und darüber hinaus alle, die in der Gewerbeklasse 12. bis 16. eingeteilt wurden. Die Landeigentümer wiederum wählten 15 Vertreter in den Landtag, wobei das passive Wahlrecht nur die wohlhabenderen dieser Gruppe innehatten. Die Wahlen der Vertreter der Landeigentümer fanden an den Hauptorten des Herzogtums statt, wobei in Wiesbaden vier, in Usingen, Limburg und Ehrenbreitstein drei und in Hachenburg zwei gewählt wurden. Bei diesen Wahlen konnte die Stimme nicht übertragen werden und die Stimme musste vor Ort abgegeben werden. Die Legislatur betrug bei den Mitgliedern des Deputiertenausschusses 7 Jahre. Beide Kammern tagten zusammen und am gleichen Ort. Insgesamt durften nur die höheren Steuerklassen der jeweiligen Bereiche wählen, das passive Wahlrecht hatten wiederum nur die höchsten Steuerklassen inne, das Wahlrecht war ein Zensuswahlrecht.
Diese beiden Kammern hatten verschiedene Rechte, so konnten sie Gesetze vorschlagen, oder sie mussten die Abgaben an den Staat bewilligen. Dafür benötigte aber fast jeder Beschluss die Mehrheit in den jeweiligen Kammern. Sollte diese nicht hergestellt werden können, trat ein Vermittlungsausschuss zusammen, der sich paritätisch aus den beiden Kammern zusammensetzte. Die einzige Ausnahme war die Steuererhebung, hier wurden die beiden Kammer wie eine betrachtet, und es reichte die Mehrheit der Gesamtsitze der Addition der beiden Kammern.
Insgesamt muss aber festgestellt werden, dass die Verfassung dem Herzog ein klares Übergewicht der staatlichen Machtbefugnisse einräumte. Der Landtag war auf dessen Mitarbeit angewiesen und alleine nicht handlungsfähig im Sinne der Verfassung. Darüber hinaus lagen alle faktischen Kampfmittel, Militär oder Exekutive, komplett in der Hand des Souveräns, des Monarchen.

### Bürgerrechte
Darüber hinaus legte die Verfassung einige Bürgerrechte fest, so stand das Eigentum, genauso so wie die persönliche Freiheit unter staatlichem Schutz. Des Weiteren wurde die Bevölkerung vor willkürlichen Verhaftungen geschützt und erhielt das Recht auf einen fairen und freien Prozess vor einem ordentlichen Gericht. Hinzu kamen Grundrechte wie die Freizügigkeit, das Recht auf Pressefreiheit und ein Petitionsrecht für die Bevölkerung. Es handelte sich um weitreichende Rechte, die teilweise aber schon vorher gültig waren. So wurde die Leibeigenschaft bereits 1806 abgeschafft. Auf der anderen Seite wurden insbesondere die Bewohner ländlicher Regionen in einigen althergebrachten Rechten eingeschränkt. So hob das auf der Verfassung beruhende Gemeindegesetz von 1816 die zuvor bestehende begrenzte Selbstverwaltung weitgehend auf. Stattdessen leiteten hoheitlich eingesetzte Schultheiße und Amtmänner die Verwaltung der Gemeinden und Ämter. Forst- und Jagdgesetze schränkten die ländliche Waldnutzung und die Abwehr von Wildschäden durch Bauern stark ein.

## Wirkung und Rezeption der Verfassung

### Wirkung
Die Verfassung erlangte 1814 ihre Gültigkeit, der erste Landtag trat aber erst 1818 zusammen. Dies lag beispielsweise an weiteren territorialen Veränderungen im Herzogtum, so dass die neue Gemeindeordnung und Staatsverwaltung per Edikt vom Herzog erlassen wurde. Dies geschah ohne Mitwirkung des Landtages, da dieser erst 1818 das erste Mal gewählt und einberufen wurde. Die neue Verfassung sorgte auch am Anfang für größere Auseinandersetzung zwischen der Regierung und dem Landtag. Dies geschah im Kontext der Karlsbader Beschlüsse, wobei die Verfassung hierbei nicht Auslöser war, sondern der Grund war, warum diese Auseinandersetzung geführt werden konnte. In der 1. Legislatur wurde die Verfassung auch um eine Geschäftsordnung des Landtages ergänzt. 1831 versuchte der Herzog, die Herrenbank personell zu erweitern, was ihm aber nicht gelang. Dies hätte ihm eine stärkere Position gegen den gewählten Teil des Parlamentes gebracht. Die Verfassung behielt ihre Gültigkeit, bis das Herzogtum Nassau unfreiwillig an Preußen kam, wenn man von der Unterbrechung von 1848 bis 1851 absieht. Dort wurde ein gleiches, indirektes Wahlrecht festgelegt und die Erklärung der Grundrechte der Paulskirche fand Eingang in die Verfassung. Diese behielt dabei aber immer ihre Gültigkeit. 1851 wurden dann die Neuerungen ab 1848 wieder abgeschafft.

### Rezeption der Verfassung
Der Verfassung von Nassau gilt als die erste Verfassung in den deutschen Territorien. Sie wurde dabei noch vor dem Ende des Wiener Kongresses eingeführt und vier Jahre vor der Verfassung von Baden. Sie gilt dabei als eine Verfassung, die zwischen einem ständischen System und einer frühkonstitutionellen Verfassung steht, da sie Elemente von beiden Systemen in sich trägt. So hat sie ständische Elemente durch die Einführung der Herrenbank und einer sehr herausgehobenen Stellung des Monarchen, besitzt aber auch frühkonstitutionelle Elemente im Bereich der Steuererhebung und dem Petitionsrecht gegenüber dem Herzog. Darüber hinaus wurden bürgerliche Grundrechte formuliert, was gegen eine rein ständische Verfassung spricht. Diese sind von einer Einschränkung der Macht des Souveräns gegenüber seiner Bevölkerung geprägt und tragen damit auch frühkonstitutionelle Züge. Diese werden in der Rezeption hervorgehoben. Innerhalb des Herzogtums wurden der neue Staat und seine Verfasstheit insbesondere in der ländlichen Bevölkerung eher kritisch bis ablehnend betrachtet. Grund dürften die geringen rechtlichen Erleichterungen, zum Teil sogar Erschwerungen der lokalen Mitbestimmung und des alltäglichen Lebens gewesen sein, insbesondere die sehr schleppend verlaufende Zehntablösung in Nassau.